# Polypedilum marsafae
Polypedilum marsafae är en tvåvingeart som beskrevs av Ghonaim, Ali och Osheibah 2005. Polypedilum marsafae ingår i släktet Polypedilum och familjen fjädermyggor.
Artens utbredningsområde är Egypten. Inga underarter finns listade i Catalogue of Life.